# TF1 Group
Groupe TF1 to francuska grupa medialna należąca do Bouygues, zbudowana wokół pierwszego francuskiego kanału telewizyjnego TF1 po jego prywatyzacji w 1987 roku.
W posiadaniu tej grupy był Eurosport do 2015 roku po stopniowej sprzedaży go firmie Discovery Communications.
Groupe TF1, działająca głównie w sektorze audiowizualnym, skupia kilka kanałów telewizyjnych o tematyce ogólnej i tematycznej - w tym bezpłatne kanały naziemne TF1, TMC, TFX, TF1 Séries Films i LCI - a także firmy zajmujące się produkcją i dystrybucją filmów i programów telewizyjnych oraz sieć reklamową. Grupa jest również obecna w Internecie, gdzie prowadzi serwisy informacyjne i usługowe oraz wielokanałową sieć wideo online (TF1+). Grupa zajmuje się również działalnością wydawniczą, produkcją muzyczną i rozrywkową, sprzedażą na odległość i komunikacją eventową.
W styczniu 2021 r. do TF1 zwróciła się Grupa Bertelsmann, która chciała sprzedać francuską działalność swojej spółki zależnej RTL Group, większościowego udziałowca Groupe M6. W dniu 17 maja 2021 r. ogłoszono, że Grupa Bouygues i jej spółka zależna TF1 nabędą 30% udziałów w Groupe M6. Deklarowanym celem było połączenie obu grup w celu utworzenia francuskiego giganta telewizyjnego z Nicolasem de Tavernost na czele. Według prasy, fuzja ta stworzyłaby nową grupę posiadającą do 75% krajowego rynku reklamy telewizyjnej.
W dniu 16 września 2022 r. obie grupy ogłosiły w komunikacie prasowym, że rezygnują z planowanej fuzji w obliczu ustępstw wymaganych przez francuski organ ochrony konkurencji.

## Kanały Telewizyjne
- TF1
- La Chaîne Info - kanał informacyjny, założony 24 czerwca 1994
- TFX
- TMC
- TF1 Séries Films
- Histoire TV (zał. 2004)
- Ushuaīa TV
- TV Breizh
- Série Club